# Michael Browne
Michael Browne, O.P., irski rimskokatoliški duhovnik, škof in kardinal, * 6. maj 1887, Grangemokler, † 31. marec 1971.

## Življenjepis
21. maja 1910 je prejel duhovniško posvečenje.
19. marca 1962 je bil povzdignjen v kardinala in imenovan za kardinal-diakona S. Paolo alla Regola. 5. aprila je bil imenovan za naslovnega nadškofa Idebessusa in 19. aprila istega leta je prejel škofovsko posvečenje.